# أورخان أديب إرتورك
أورخان أديب إرتورك (بالتركية: Orhan Edip Ertürk)‏ ( 4 نوفمبر 1967) ممثل تركي مشهور شارك في أعمال متعدده في المسرح والتلفاز والسينما، من أشهرها وادي الذئاب بدور أندريه الثعلب.

## روابط خارجية
- أورخان أديب إرتورك على موقع IMDb (الإنجليزية)